# Spirometrija
Spirometrija (riječ znači "mjerenje daha") i najčešća je metoda za mjerenje plućne funkcije. Koristi se za mjerenje plućnog volumena i brzine protoka zraka prilikom udaha i izdaha. Spirometrija je izuzetno vrijedna i nezamjenjiva metoda prilikom otkrivanja i procjene stanja osoba s astmom, alergijama, KOPBom. Koristi se i kao sudska metoda procjene oštećenja pluća prilikom automobilskih nesreća, ozljeda na radu i slično.
Spirometrija predstavlja statičko ispitivanje funkcije pluća čije vrijednosti zavise od polažaja tijekom snimanja, dobi i spola ispitanika. Njom se određuju plućni kapacitet i volumen.

## Vanjske poveznice
- Zavod za javno zdravstvo Spirometrija u medicini rada
- Centar za sportsku medicinu Spirometrijski nalaz  Arhivirana inačica izvorne stranice od 6. srpnja 2007. (Wayback Machine)